# Akademia Wojskowa im. Friedricha Engelsa w Dreźnie
Akademia Wojskowa im. Friedricha Engelsa w Dreźnie (Militärakademie Friedrich Engels – MAK Friedrich Engels) – uczelnia wojskowa w NRD kształcąca kadry dla potrzeb sztabowo-dowódczych NVA (Nationale Volksarmee).

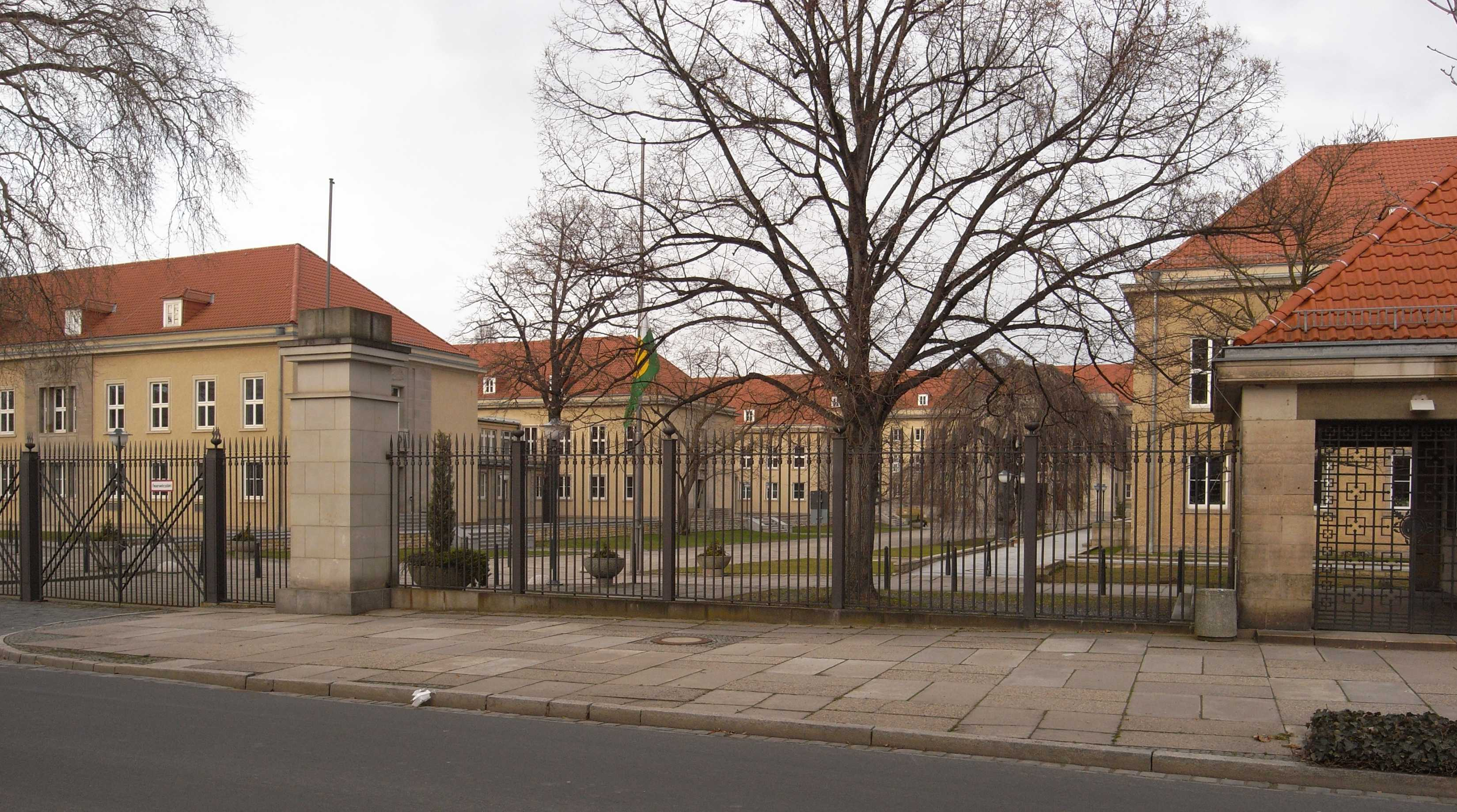
Główne wejście do Kampusu AW w Dreźnie

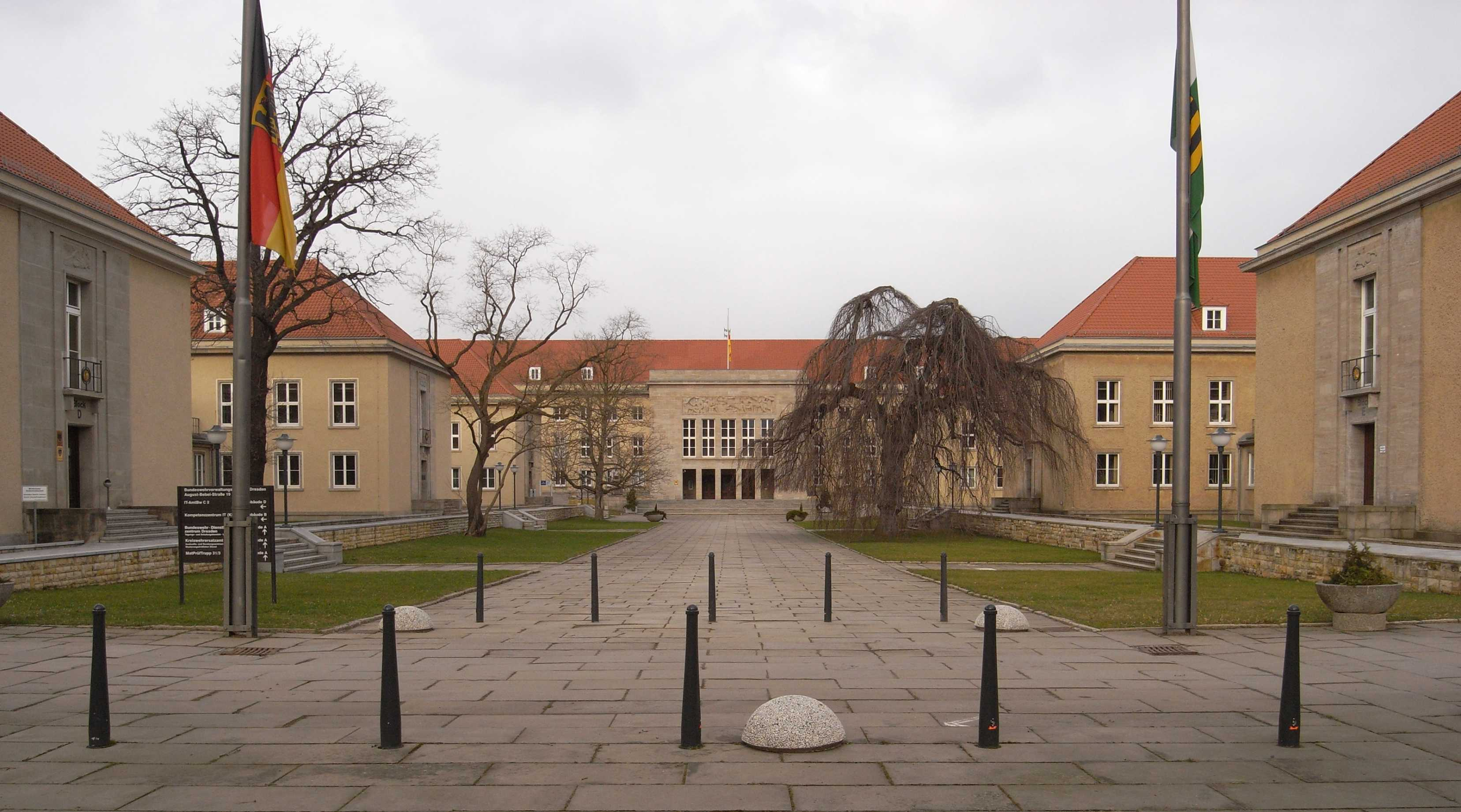
Teren AW

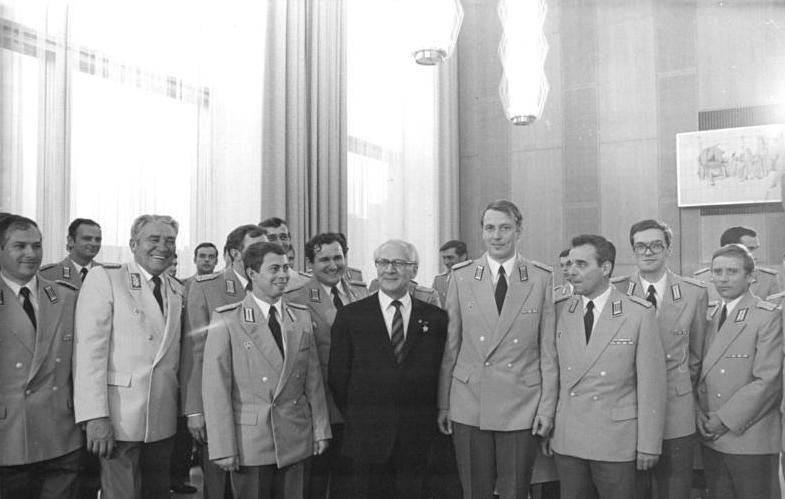
Uroczystość wręczania dyplomów absolwentom AW rocznika 1981 w budynku Rady Państwa NRD w Berlinie przez sekr. gen. SED Ericha Honeckera i ministra ON Heinza Hoffmanna

Akademię powołano w dniu 5 stycznia 1959 na bazie założonej w 1953 Hochschule für Offiziere Skoszarowanych Oddziałów Policji Ludowej NRD (Kasernierte Volkspolizei), w październiku 1956 przemianowanej na Hochschule für Offiziere der NVA.

## Podział organizacyjny[1]
- Wydział 1, Nauk Społecznych (Sektion 1, Gesellschaftswissenschaften)
- Wydział 2, Sił lądowych (Sektion 2, Landstreitkräfte – LaSK)
- Wydział 3, Sił Lotniczych/Obrony Powietrznej (Sektion 3, Luftstreitkräfte/Luftverteidigung)
- Wydział 4, Ludowej Marynarki (Sektion 4, Volksmarine)
- Wydział 5, Techniki, Uzbrojenia i Zaplecza (Sektion 5, Technik, Bewaffnung und Rückwärtige Dienste)

Na prawach wydziału Akademii funkcjonował też Militärwissenschaftliches Institut (MWI) – ośrodek kształcenia kadr wywiadu wojskowego NVA (Militärische Aufklärung der Nationalen Volksarmee), z siedzibą w Klietz.

## Komendanci uczelni[2]
- 1958-1959 – gen. mjr. Heinrich Dollwetzel
- 1959-1963 – gen. mjr. Fritz Johne
- 1963-1964 – gen. mjr. Heinrich Heitsch
- 1964-1986 – gen. mjr. prof. Hans Wiesner
- 1986-1990 – gen. por. Manfred Gehmert
- 1990 – gen.por. prof. dr Hans Süß
- 1990 – płk. Gerhard Kolitsch

## Siedziba
Uczelnia zajmowała kompleks budynków (proj. Wilhelm Kreis) w Dreźnie przy August-Bebel-Strasse 19, wybudowanych w latach 1935–1938 dla IV Dowództwa Obszaru Luftwaffe (Luftgaukommando IV). Po II wojnie światowej ulokowano tu rząd Saksonii, w latach 1959–1990 Akademię, obecnie Uniwersytet Techniczny w Dreźnie.